# Крелікейми
Крелікейми (пол. Krelikiejmy) — село в Польщі, у гміні Барцяни Кентшинського повіту Вармінсько-Мазурського воєводства.
Населення — 116 осіб (2011).
У 1975-1998 роках село належало до Ольштинського воєводства.

## Демографія
Демографічна структура станом на 31 березня 2011 року:
|          | Загалом | Допрацездатний вік | Працездатний вік | Постпрацездатний вік |
| -------- | ------- | ------------------ | ---------------- | -------------------- |
| Чоловіки | 48      | 14                 | 26               | 8                    |
| Жінки    | 68      | 17                 | 33               | 18                   |
| Разом    | 116     | 31                 | 59               | 26                   |